# Kernkraftwerk Kursk
Das Kernkraftwerk Kursk (russisch Курская АЭС [anhörenⓘ], engl. KNPP) liegt etwa 35 Kilometer westlich der Stadt Kursk in Westrussland, bei Kurtschatow am Ufer des Seim. Der Eigentümer und Betreiber des Kernkraftwerkes ist das staatliche Unternehmen Rosenergoatom.

## Geschichte
Mit dem Bau des ersten Kernreaktors wurde am 1. Juni 1972 begonnen, der zweite folgte am 1. Januar 1973. Am 19. Dezember 1976 wurde der erste und am 28. Januar 1979 der zweite Reaktorblock in Betrieb genommen. In den Jahren 1978 und 1981 wurde mit dem Bau der Reaktorblöcke drei und vier begonnen, die am 17. Oktober 1983 und am 2. Dezember 1985 in Betrieb gingen.

Die vier Reaktorblöcke sind vom Typ RBMK, dieser Typ wurde auch in Tschernobyl verbaut, ihre Nettoleistung liegt bei jeweils 925 Megawatt (MW), die Bruttoleistung bei 1.000 MW. Die thermische Leistung beträgt je 3.200 MW. Mit einer installierten Netto-Gesamtleistung von 3.700 MW zählt das Kernkraftwerk zu den größten in Russland.
Mit dem Bau von Reaktorblock fünf wurde am 1. Dezember 1985 etwas abseits der Reaktoren 1–4 begonnen, er sollte bis zum 31. Dezember 2010 fertiggestellt werden, gehörte zur dritten Generation von RBMK-Reaktoren und war der physische Prototyp des MKER. Der zu 70 % fertiggestellte Bau wurde 2012 eingestellt.
Ein sechster Reaktorblock war in Bau; er sollte von 1986 bis 2011 errichtet werden. Der Bau wurde nach der Katastrophe von Tschernobyl eingestellt.
Am 26. Mai 2008 wurde der Kühlsee der Blöcke fünf und sechs fertiggestellt; er wird Kurtschatow-See 2 genannt.

## Sicherheit
Die zuerst gebauten Blöcke Kursk 1 und Kursk 2 gehören zur ersten Generation von RBMK-Kernreaktoren, die anderen gehören zur zweiten Generation. Die Sicherheitssysteme und Hilfsanlagen bei den Blöcken aus der zweiten RBMK-1000-Generation sind umfangreicher ausgelegt und verbessert. Sämtliche Reaktoren wurden für eine Laufzeit von 30 Jahren ausgelegt. Im Jahre 2000 wurde die Betriebserlaubnis für die Blöcke 1 und 2 um weitere 15 Jahre verlängert. Die Aufrüstung von Block 3 und 4 sollte laut Rosatom zwischen 2008/09 begonnen werden. Block 3 befindet sich bereits in Aufrüstung und wird überholt.
Zu Beginn der ukrainischen Kursk-Offensive seit dem 6. August 2024 mit Vormarsch zur Kleinstadt Sudscha im Oblast Kursk evakuierte Russland Bauarbeiter aus dem Atomkraftwerk. Die Entfernung von der Grenze zum KKW beträgt ca. 60 Kilometer Luftlinie. Die Internationale Atomenergie-Agentur ermahnte beide Kriegsparteien zur Zurückhaltung, um einen nuklearen Unfall mit potenziell ernsten Strahlungsfolgen zu vermeiden. Ende August 2024 inspizierte die Agentur die Anlage. Die dort aktiven Reaktoren des Bautyps RBMK erzeugen kernwaffenfähiges Plutonium, das auch während des laufenden Betriebs entnommen werden kann.

## Kernkraftwerk Kursk II
Kursk II soll das Nachfolgekraftwerk des jetzigen Kernkraftwerks und am selben Standort gebaut werden. Geplant sind vier Reaktoren vom Typ WWER-1300/510 in Bauform des AES-2006. Die Nettoleistung von jedem neuen Block soll 1115 Megawatt betragen, die Bruttoleistung 1255 Megawatt. Der Bau des Fundaments des ersten Blocks begann offiziell am 15. Juni 2016 mit dem Gießen des ersten Betons. Die Inbetriebnahme war für 2022 geplant.

## Daten der Reaktorblöcke
Das Kernkraftwerk Kursk hat zwei in Betrieb befindliche Blöcke, zwei stillgelegte Blöcke, zwei Blöcke deren Bau eingestellt wurde und zwei sich in Bau befindliche Blöcke.
| Reaktorblock | Reaktortyp         | Netto- leistung | Brutto- leistung | Baubeginn  | Netzsyn- chronisation | Kommer- zieller Betrieb | Abschal- tung               |
| ------------ | ------------------ | --------------- | ---------------- | ---------- | --------------------- | ----------------------- | --------------------------- |
| Kursk 1      | RBMK-1000 (OPB-72) | 925 MW          | 1.000 MW         | 01.06.1972 | 19.12.1976            | 12.10.1977              | 19.12.2021                  |
| Kursk 2      | RBMK-1000 (OPB-72) | 925 MW          | 1.000 MW         | 01.01.1973 | 28.01.1979            | 17.08.1979              | 31.01.2024                  |
| Kursk 3      | RBMK-1000 (OPB-82) | 925 MW          | 1.000 MW         | 01.04.1978 | 17.10.1983            | 30.03.1984              | (2029 geplant)              |
| Kursk 4      | RBMK-1000 (OPB-82) | 925 MW          | 1.000 MW         | 01.05.1981 | 02.12.1985            | 05.02.1986              | (2030 geplant)              |
| Kursk 5      | RBMK-1000 (OPB-88) | 925 MW          | 1.000 MW         | 01.12.1985 |                       |                         | Bau 2012 eingestellt        |
| Kursk 6      | RBMK-1000 (OPB-88) | 925 MW          | 1.000 MW         | 01.08.1986 |                       |                         | Bau am 01.12.1993 storniert |
| Kursk II-1   | WWER-1300/510      | 1.115 MW        | 1.255 MW         | 29.04.2018 |                       |                         |                             |
| Kursk II-2   | WWER-1300/510K     | 1.115 MW        | 1.255 MW         | 15.04.2019 |                       |                         |                             |

| Technische Daten                                       | Reaktor Kursk-1     |
| ------------------------------------------------------ | ------------------- |
| thermische Reaktorleistung                             | 3200 MW             |
| Wirkungsgrad                                           | 31 %                |
| Kernbrennstoff                                         | UO2                 |
| Anreicherung U235                                      | 2,4 %               |
| Gesamtmasse Uran                                       | ca. 193 t           |
| Moderator                                              | Graphit             |
| Gesamtmasse Moderator                                  | ca. 1700 t          |
| Anzahl der Druckrohre für Brennelemente                | 1693                |
| Brennstabbündel je Druckrohr                           | 2                   |
| Brennstäbe je Brennstabbündel                          | 18                  |
| Länge des Brennstabbündels                             | 3,65 m              |
| Anzahl der Füllungsrohre mit Regel- und Abschaltstäben | 191                 |
| Kühlmittel                                             | H2O                 |
| Kühlmitteltemperatur Kerneintritt                      | 270 °C              |
| Kühlmitteltemperatur Kernaustritt                      | 284 °C              |
| Frischdampfdruck                                       | 68,6 bar (6,86 MPa) |
| Frischdampfdurchsatz                                   | 5600 t/h            |